# Jin Mudi
Jin Mudi (343-361), zijn persoonlijke naam was Sīmǎ Dan, was een marionetten keizer van de Oostelijke Jin-dynastie van 344 tot 361.

## Biografie
Jin Mudi was een jaar oud toen zijn vader keizer Jin Kangdi in 343 stierf, zijn moeder Chu Suanzi werd regentes. Tijdens zijn regeringsperiode speelde vooral generaal Huan Wen een belangrijke rol. De koninkrijken Cheng Han in 347 en Latere Zhao in 351, twee van de Zestien Koninkrijken kwamen tot een eind en kon de Jin dynastie uitbreiden.
Keizer Jin Mudi stierf kinderloos op achttienjarige leeftijd, hij werd opgevolgd door zijn twintigjarige neef Jin Aidi.